# Rolf Skår
Rolf Skår (13 de mayo de 1941 – 24 de mayo de 2023) fue un ingeniero y empresario noruego. Fue cofundador de la empresa de fabricación de computadoras Norsk Data en 1967, y asumió el cargo de director ejecutivo (CEO) de la empresa desde 1978 hasta 1989. Posteriormente, fue CEO del Consejo Real Noruego para la Investigación Científica e Industrial, presidió la Sociedad Politécnica Noruega y fue CEO del Centro Espacial Noruego desde 1998 hasta 2006. Por sus contribuciones a la tecnología de la información y la actividad espacial, Skår fue nombrado caballero de Primera Clase de la Orden de San Olaf en 2010.

## Primeros años y educación
Nacido en Karmøy el 13 de mayo de 1941, Skår era hijo del agricultor y pescador Lars Martin Skår y de Magnhild Ytreland. En 1966, Skår se graduó en cibernética del Instituto Noruego de Tecnología, donde estudió con el profesor Jens Glad Balchen. Durante sus estudios tuvo varios periodos en el extranjero. En el verano de 1963 fue a Suiza para trabajar en un fabricante de productos eléctricos. Al año siguiente participó en el Programa de Estudiantes de Verano del CERN trabajando con tecnología digital, y durante el verano de 1965 trabajó para NATO Saclant en La Spezia, Italia. Su diploma involucró el desarrollo de software en el minicomputador SAM en el Instituto de Investigación de Defensa Noruego, mientras cumplía su servicio militar obligatorio allí. Después del servicio militar, fue asignado como investigador en el instituto, trabajando en el siguiente proyecto de computadora del instituto llamado SAM-2.

## Norsk Data

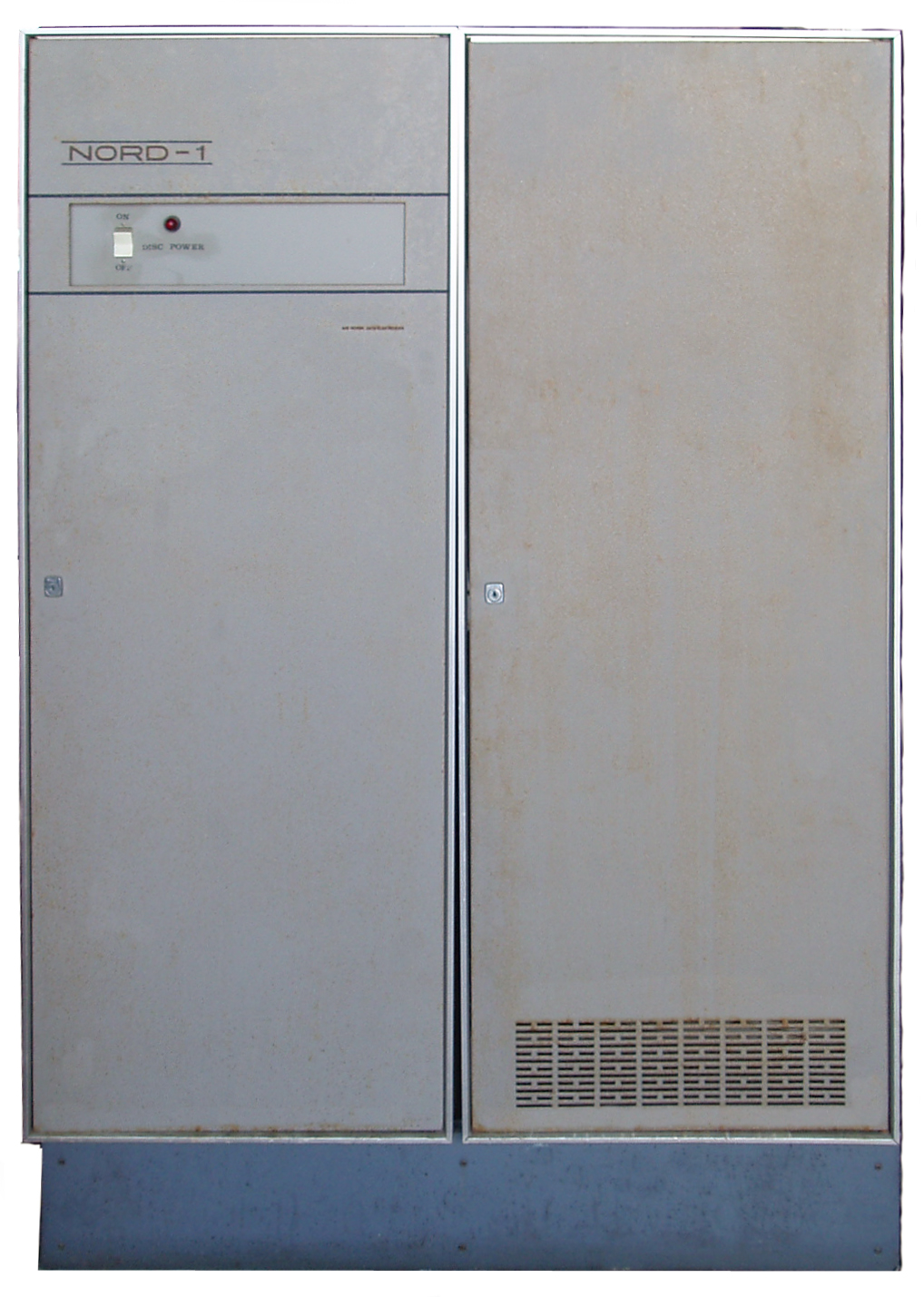
El Nord-1 fue el primer modelo de minicomputadora de Norsk Data.

Skår fue cofundador de la empresa de fabricación de computadoras Norsk Data en 1967, junto con Lars Monrad-Krohn, el primer director, y no. Skår fue CEO de la empresa desde 1978 hasta 1989. Antes de convertirse en CEO, había asumido varios puestos en la empresa, tanto en el desarrollo de software como en ventas y marketing. Durante este período, Norsk Data creció hasta convertirse en uno de los mayores fabricantes de computadoras en Europa, seguido de un fuerte declive debido a la competencia de los servidores Unix y las redes de computadoras de PC. Skår renunció a su cargo en 1989, y Norsk Data se disolvió en 1992.

## Carrera posterior
De 1990 a 1992, Skår fue CEO del Consejo Real Noruego para la Investigación Científica e Industrial, y fue CEO de no desde 1993 hasta 1997. De 1993 a 1995 también presidió la Sociedad Politécnica Noruega. Fue CEO del Centro Espacial Noruego desde 1998 hasta 2006, participando así de manera destacada en el desarrollo de la Estación Satelital de Svalbard, así como en llevar la telecomunicación moderna a Svalbard mediante el establecimiento de cables de fibra entre Svalbard y la Noruega continental, el Sistema de Cables Submarinos de Svalbard. También representó a Noruega en la Agencia Espacial Europea.

## Reconocimientos
Skår fue miembro de la Academia Noruega de Ciencias Tecnológicas, de la Real Academia Sueca de Ciencias de la Ingeniería y de la Academia Internacional de Aeronáutica. Fue condecorado como Caballero de Primera Clase de la Orden de San Olaf en 2010, por sus contribuciones a la tecnología de la información y la actividad espacial.

## Vida personal
Skår se casó con Aslaug Signy Nisi, una bibliotecaria y maestra de preescolar, en 1965.
Falleció el 24 de mayo de 2023, a los 82 años.